# 掰脚趾腕
掰脚趾腕，是一项起源并流行于英国的体育运动，是酒吧文化的一种衍生，属于较量脚趾力量的比赛，比赛者将脚趾互相紧贴推挤，先将对方的脚推出界者为胜。

## 运动历史

### 起源
1970年代，英国农场主乔治·伯吉斯（George Burgess）希望发明一种由「英国人绝对统治」的体育比赛，掰脚趾腕比赛就此诞生了。1976年，乔治还在英格兰斯塔福德郡威顿的皇家橡树酒吧（Royal Oak Inn）创办了掰脚趾腕世界锦标赛，但首届冠军却被一位加拿大人夺得。2003年比赛地点搬往德比郡阿什本的本特利布鲁克酒馆（Bentley Brook Inn）。1997年，组织者向国际奥林匹克委员会发出了加入夏季奥运会比赛项目的申请，但被奥委会被拒绝了。 　

### 推广
这项运动最高水平的运动员包括有，外号「100米」的汤姆·马丁（Tom "100m" Martin）、外号「番茄怪兽」的保罗·毕启（Paul "Tomatominator" Beech）以及现任世界冠军，外号「淘气」的阿兰·纳什（Alan "fiesty" Nash）。其中，阿兰·纳什是掰脚趾腕运动最著名的运动员和推广者之一，曾经5次赢得世界冠军头衔，九只脚趾因比赛而骨折。1997年，在世界锦标赛中四只脚趾骨折的纳什依然不下火线，最终赢得了冠军头衔。正是由于他出名的脚趾腕力量，纳什还前往美国参加了杰·雷诺主持的高收视率脱口秀《杰·雷诺今夜秀》（The Tonight Show），对掰脚趾腕运动进行了推广。此后，他还前往米兰和马德里进行推广比赛。
2005年，这项运动被收录到班尼迪克·勒韦（Benedict le Vay）所著的《古怪英国（第二版）》（Eccentric Britain）中，该书的封皮也以掰脚趾腕作为背景，并认为掰脚趾腕这种古怪运动是「英国精神」的精髓，英国人有幽默感、探险精神、古怪发明家，也有疯狂的贵族。

## 规则
掰脚趾腕比赛已经形成了12条国际规则，运动类似于掰手腕比赛。参赛者席地而坐，必须脱掉鞋袜赤脚比赛，比赛双方使用同一侧的脚来完成的。通常的比赛礼节为比赛双方为各自对手脱去鞋袜，以示友好。参赛者必须将脚趾紧贴着对手的脚趾并保持同一平面，并在脚两侧分别放置挡板，通常情况下，待裁判发令后各自用力，双方的腳拇指相互交叉，并开始用力較勁，以率先碰触到挡板者为负。每场掰脚趾比赛为三局两胜制，先比右脚，后比左脚，如果打平，决胜局还是比右脚。

## 扩展阅读
- 本特利布鲁克酒馆官方网站
- 脚腕也疯狂 中国中央电视台体育频道 2011-06-28（视频）[永久]